# Minuteflag
Minuteflag – EPka zespołu Minuteflag wydana w grudniu 1986 przez wytwórnię SST Records. Materiał nagrano 3 marca 1985 w studiu „Total Access Recording Studios” (Redondo Beach, Kalifornia). Minuteflag był eksperymentalnym projektem muzycznym, stworzonym przez członków zespołów: Minutemen (D. Boon, Mike Watt, George Hurley) oraz Black Flag (Henry Rollins, Greg Ginn, Kira Roessler, Bill Stevenson).

## Lista utworów
1. „Fetch the Water” (D. Boon, G. Ginn, G. Hurley, K. Roessler, B. Stevenson, M. Watt) – 3:49
2. „Power Failure” (D. Boon, G. Ginn, G. Hurley, K. Roessler, B. Stevenson, M. Watt) – 3:43
3. „Friends” (D. Boon, G. Ginn, G. Hurley, K. Roessler, B. Stevenson, M. Watt) – 5:12
4. „Candy Rush” (D. Boon, G. Ginn, G. Hurley, K. Roessler, B. Stevenson, M. Watt) – 1:49

## Skład
- D. Boon – śpiew, gitara
- Henry Rollins – śpiew
- Greg Ginn – gitara
- Kira Roessler – gitara basowa, śpiew
- Mike Watt – gitara basowa
- Bill Stevenson – perkusja
- George Hurley – bongosy

produkcja
- Dave Tarling – inżynier dźwięku
- Mike Boshears – mix
- Greg Ginn – mix i produkcja
- John Golden – mastering